# アカオカケス

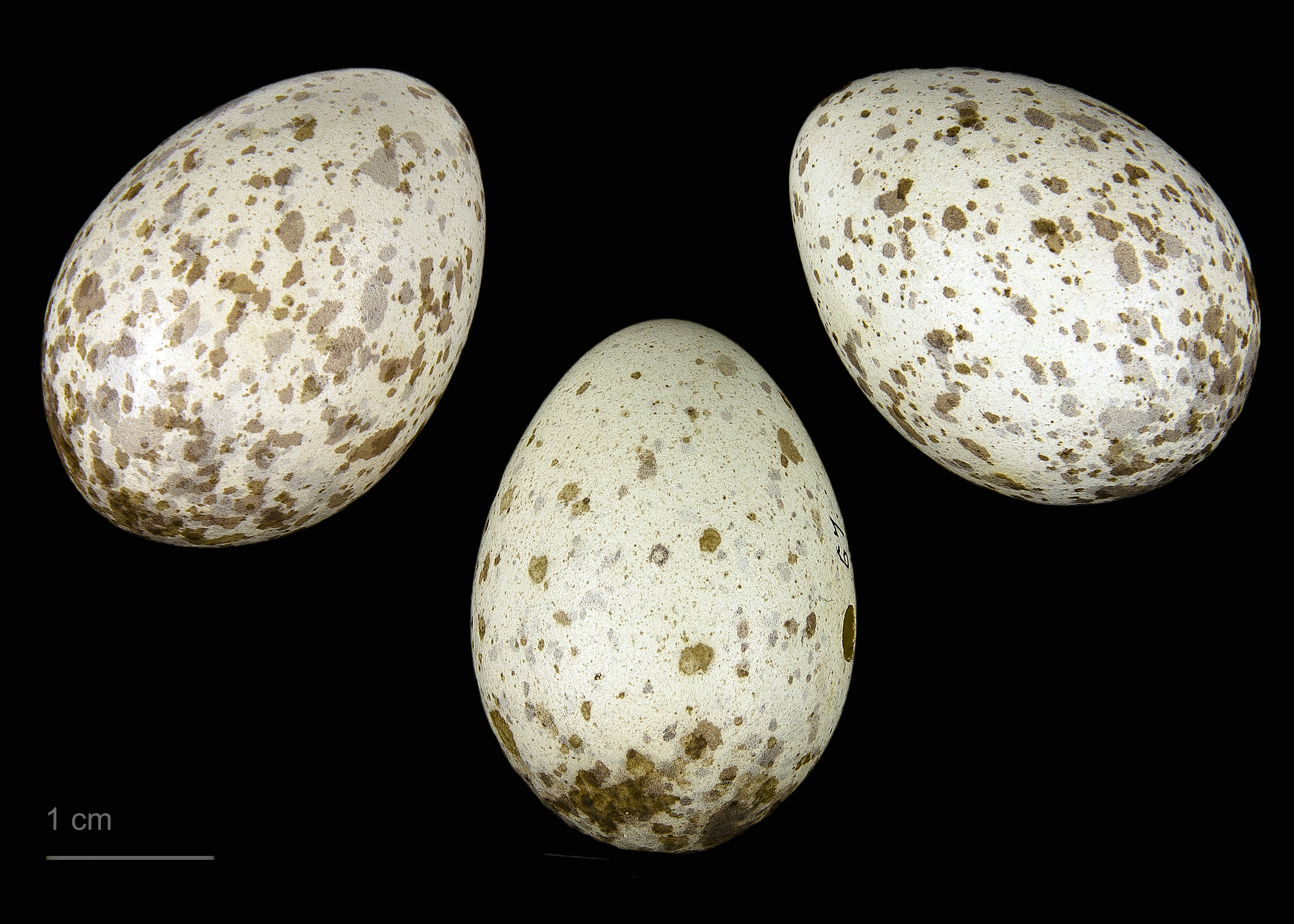
Perisoreus infaustus infaustus

アカオカケス（学名Perisoreus infaustus）は、スズメ目カラス科に分類される鳥類の一種。